# Macropodus erythropterus
Macropodus erythropterus  (червоноперий або червоноспиний макропод) — тропічний прісноводний вид окунеподібних риб підродини макроподових, родини осфронемових, підряду лабіринтових.
Видова назва erythropterus походить від давньогрецьких слів ερυθρός, що означає «червоний», і πτερόν — «крило, перо»; стосується червоної пігментації на спинному і хвостовому плавцях.
Акваріумна популяція цих риб зустрічається під німецькою назвою «ротрюкен» (нім. Rotrückenmakropode), що означає червоноспиний макропод.

## Поширення
Вид є ендеміком Центрального В'єтнаму. Зустрічається лише у басейнах річок Куангчі (в'єт. Quảng Trị), Камло (в'єт. Cam Lộ) і Зянг (в'єт. Giang). Ця територія розташована між містами Донгхой і Донгха в межах провінцій Куангбінь і Куангчі.
Macropodus erythropterus водиться в невеликих гірських струмках, тримаючись біля берегів у місцях, де повно зануреного коріння наземних рослин і густі кущі нависають над водою.

## Опис

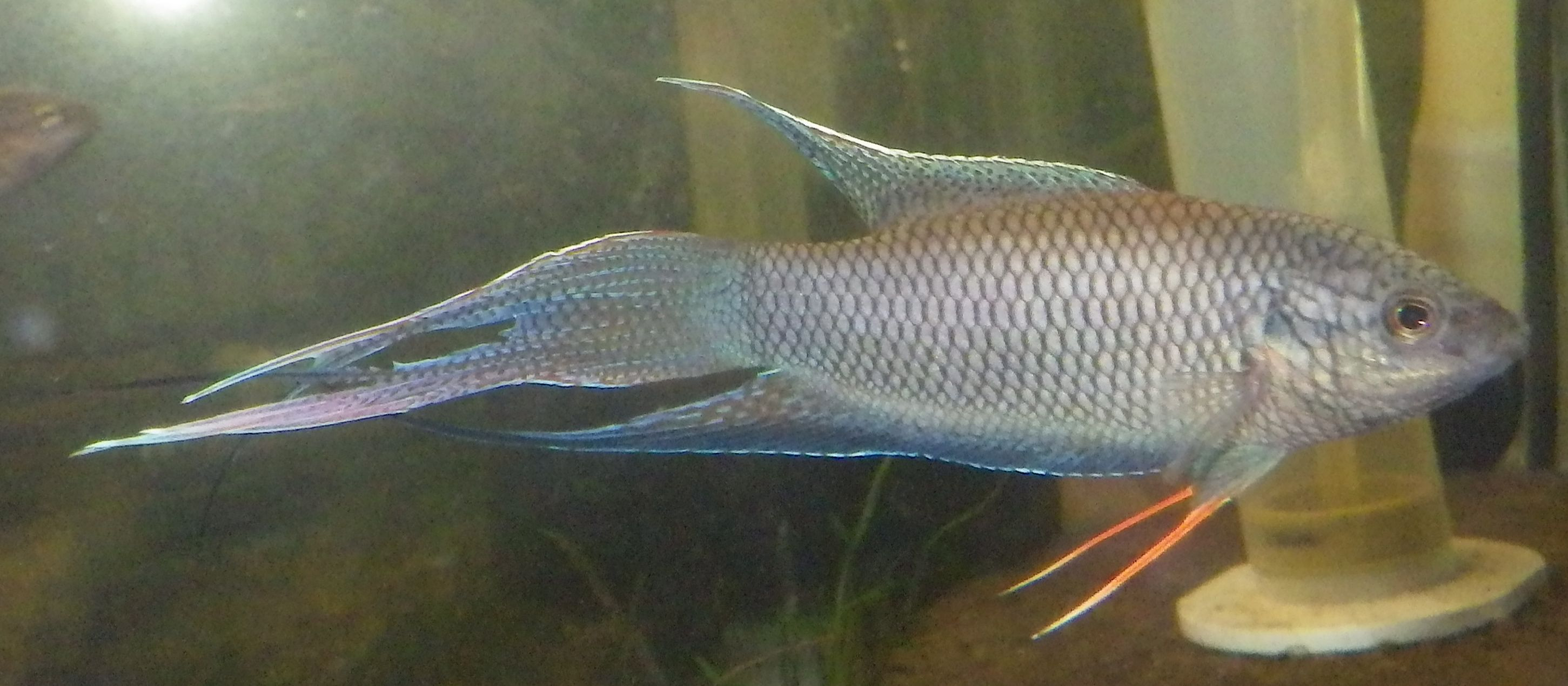
Самець M. erythropterus

Максимальна стандартна довжина досліджених зразків становить 6,5 см. Загальна ж довжина риб зазвичай буває від 9 до 11 см, але вони можуть виростати й до 11-15 см, такі розміри досягаються за рахунок сильно подовжених верхніх і нижніх променів хвостового плавця. Форма тіла видовжена, торпедоподібна. Плавці великі й розкішні, хвостовий та анальний у дорослих самців закінчуються нитками приблизно 1-1,5 см завдовжки. Хвостовий плавець роздвоєний. У спинному плавці 11-16 твердих і 6-8 м'яких променів, в анальному 16-22 твердих і 11-17 м'яких. У бічній лінії 29-32 луски. Хребців 25-29.
Це один із найпривабливіших представників роду Макропод. Основне забарвлення тіла, залежно від настрою риб, може змінюватись від блідого жовто-коричневого до синьо-чорного. Луски мають темний край, за рахунок цього на тілі утворюється сітчастий малюнок, залежно від міри збудження риби він може мати різну інтенсивність. На тілі є 10-12 слабких і непомітних темних смуг. Спина червонувата. Тіло над анальним плавцем переливається синьо-зеленими барвами. На зябрових кришках присутня темна пляма, але вона може бути непомітна на тлі основного забарвлення. Темна горизонтальна смужка з'єднує задній край ока із заднім краєм зябрових кришок.
М'які промені непарних плавців блідо-коричневі. Червоні цятки та смужки присутні на міжпроменевих мембранах спинного та хвостового плавців. Анальний плавець має темний або навіть чорний край. Кінчик першого м'якого променя черевних плавців червоний.
Самці більші за самок, барвистіші й мають подовжені м'які промені в спинному, анальному і хвостовому плавцях.

## Таксономія
Статус червоноперого макропода як окремого виду є неоднозначним. Macropodus erythropterus був описаний 2002 року на основі чітких відмінностей у забарвленні. Однак дослідження Тома Вінстенлі (англ. Tom Winstanley) і Кендала Клементса (англ. Kendall D. Clements) 2008 року показали, що пара M. spechti / M. erythropterus має дуже близькі ознаки, які не дозволяють однозначно розрізнити ці види між собою на основі морфологічних показників. Було запропоновано вважати їх за один вид, а назву M. erythropterus  Freyhof & Herder, 2002 розглядати як молодший синонім M. spechti  Schreitmller, 1936. Проте опубліковані цими авторами дані не є переконливими, їхній висновок про необхідність об'єднання видів уважається передчасним. Необхідна подальша робота для підтвердження таксономічного статусу M. erythropterus.
Натомість, можливо, синонімами M. erythropterus є Macropodus phongnhaensis  Ngo, Nguyen & Nguyen, 2005, Macropodus lineatus  Nguyen, Ngo & Nguyen, 2005 і Macropodus oligolepis  Nguyen, Ngo & Nguyen, 2005.

## Біологія
Подібно до інших представників підряду Anabantoidei, цей вид має додатковий орган дихання, відомий як лабіринт. Від дозволяє рибам певною мірою дихати атмосферним повітрям.
Швидше за все, у природі макроподи полюють личинок комах та щось подібне до них.
Визрівають у віці 6-8 місяців.
Перед нерестом самець будує гніздо з піни в гущавині рослин, що плавають на поверхні води. Коли гніздо буде готове, він вибирає собі потенційну партнерку, демонструючи в розправленому стані свої спинний, анальний та хвостовий плавці. Готова до нересту самка стає світлішою. Нерест відбувається під гніздом у типових для лабіринтових риб обіймах, коли самець обгортається навколо самки своїм тілом. Ікра відкладається порціями, всього буває декілька сотень ікринок. Ікринки макроподів містять глобулу жиру й спливають на поверхню води. Самець вкладає їх у гніздо.
Батько охороняє кладку й піклується про гніздо. Самку він не чіпає, вона навіть може допомагати йому в захисті гнізда. Личинки, що вилуплюються з ікри, залишаються в гнізді поки повністю не поглинуть запаси своїх жовткових мішків. Коли личинки перетворюються на мальків і починають вільно плавати, батько втрачає до них інтерес.

## Утримання в акваріумі
Macropodus erythropterus є відомою акваріумною рибою. Уперше вид був завезений до Європи (до Німеччини) 2000 року під назвою Macropodus sp. «rotrucken». Червонопері макроподи легко розводяться, їх можна знайти у продажу. Завдяки своїй цікавій зовнішності вид набув певної популярності.
Вимоги до утримання та розведення такі самі, як і у чорного макропода. Дуже невибагливий до умов утримання вид. Цю рибу слід тримати в достатньо великих акваріумах з великою кількістю рослин, серед яких трохи плавучих. Параметри води не мають суттєвого значення. М'яка, трохи кисла вода імітує природне середовище, але можна тримати риб і в нейтральній (pH 6,0-7,5) воді середньої твердості (15 dGH). Температура може бути в діапазоні 21-28 градусів, але краще, щоб її показники води не були вищими за 25 градусів, інакше риби швидко старіють. Для запобігання захворюванням, зокрема виразкам, необхідні часті часткові зміни води.
Вид дуже агресивний, це виявляється як у стосунках між собою, так і по відношенню до інших риб. Поведінка червоноперих макроподів сильно залежить від умов у акваріумі. За високої температури вони стають агресивнішими. Натомість утримання риб у зимові місяці за температури нижче 15 градусів надійно запобігає конфліктам у цей час. Навесні, коли температура води знову підвищується, риби стають темпераментнішими, і кількість сварок зростає. Щоб запобігти постійному переслідуванню самки самцем й уникнути важких травм, вона повинна мати надійні схованки. Якщо група молодих риб зростатиме разом, у дорослому віці вони менше ворогуватимуть між собою, тому що звикли один до одного.
Червоноперих макроподів улітку можна також тримати у відкритих басейнах або ставках, але на зиму їх слід звідти забирати.
Вид всеїдний, приймає будь-які види звичайних кормів. Розводяться легко, нерест може відбуватися й у спільному акваріумі. У затишному місці самець будує гніздо з бульбашок, яке може мати розмір до 15 см в перетині й підніматися на 2 см над рівнем води. Плавучі рослини значно полегшують будівництво. Коли самка готова до спаровування, вона стає білою і робить спроби заплисти під гніздо. Деякий час самець сильно атакує й відганяє її, але врешті її намагання досягають успіху. Риби відкладають ікру, яка спливає у гніздо. Буває до 300 ікринок. Самець перекладає їх і доглядає за кладкою, поки не виведуться мальки й вони не почнуть вільно плавати. Личинки вилуплюються з ікри трохи більше, ніж за день (за 24 градусів), а за три дні вони перетворюються на мальків. Стартовий корм — інфузорії-туфельки, приблизно за тиждень можна давати наупліуси артемій, що щойно вилупились; далі потомство вирощувати легко.

## Відео
- Macropodus erythropterus на YouTube by Peter Kaclík
- My Redback Macropods! на YouTube by tropicalfishlover